# Edward Tamba Charles
Edward Tamba Charles (Kainkord, 18 de abril de 1956) é um prelado católico de Serra Leoa e arcebispo de Freetown desde 2011.
Foi ordenado sacerdote em 4 de abril de 1986 e incardinado na Diocese de Kenema. Durante vários anos trabalhou como agente pastoral na paróquia da catedral e, a partir de 1989, foi conferencista nos seminários da Serra Leoa. Em 2000 tornou-se reitor da universidade em Freetown.
Em 15 de março de 2008, o Papa Bento XVI o nomeou Arcebispo de Freetown e Bo. Foi ordenado bispo em 14 de maio de 2008 pelo então núncio apostólico em Serra Leoa - arcebispo titular de Sulci George Antonysamy. Desde 15 de janeiro de 2011 (após a separação da nova diocese de Bo da arquidiocese), é Arcebispo de Freetown.